# Tenuipalpus trifoliatae
Tenuipalpus trifoliatae är en spindeldjursart som beskrevs av Mohanasundaram 1983. Tenuipalpus trifoliatae ingår i släktet Tenuipalpus och familjen Tenuipalpidae. Inga underarter finns listade i Catalogue of Life.